# Aktienbrauerei Bürgerbräu (Ludwigshafen am Rhein)

Hauptrestaurant des Bürgerbräu in Ludwigshafen

Die Aktienbrauerei Bürgerbräu war eine Brauerei in Ludwigshafen am Rhein. Sie entstand 1951 aus der Fusion der Aktienbrauerei Ludwigshafen und der Bürgerbräu Ludwigshafen AG. Die Marke „Bürgerbräu“ prägte bis in die 1970er Jahre den Biermarkt in der Region.

## Geschichte

Aktie über 1000 RM der Bürgerbräu Ludwigshafen vom November 1941

Am 18. November 1861 wurde in Ludwigshafen unter Beteiligung des Bierbrauers Georg Pschorr aus München, des Ludwigshafener Bürgermeisters Heinrich Wilhelm Lichtenberger und des Industriellen Paul Franz Giulini die Aktienbrauerei gegründet. Das Aktienkapital betrug ursprünglich 320.000 fl. in 320 Aktien à 1000 fl. 1885 wurde der Wert in 640 Aktien à 1000 Mark umgewandelt und 1886 auf ein Gesamtkapital von 800.000 Mark, in der Generalversammlung vom 31. Mai 1899 auf 1.600.000 Mark erhöht. Der Gesamtbierausstoß betrug im Wirtschaftsjahr 1897/98 90.000 Hektoliter.
Am 5. April 1890 gründeten mehrere Ludwigshafener Bürger, darunter der Verleger Julius Waldkirch, zum Fortbetrieb der älteren Brauerei von Johan Peter Fuhrer sowie „Verkauf von Bier und der sich ergebenden Nebenprodukte“ die Bürgerbräu Ludwigshafen am Rhein AG. Die Produktionsstätte lag zwischen der Ludwig- und Bismarckstraße inmitten der Stadt. Das Grundkapital belief sich 1899 auf 500.000 Mark in 500 Aktien à 1000 Mark. Der Jahresausstoß betrug vor dem Ersten Weltkrieg rund 120.000 Hektoliter.
Nach dem Zweiten Weltkrieg schlossen sich beide Unternehmen zur Aktienbrauerei Bürgerbräu zusammen. Großaktionäre waren zuletzt die Henninger Bräu AG und später die Eichbaum-Brauerei in Mannheim. 1974 erfolgte die Umwandlung in eine GmbH. 1979 wurde die Brauerei liquidiert.
Die Marke Bürgerbräu wurde in den Jahren 1988 bis 1990 durch eine Hausbrauerei am alten Standort wiederbelebt.